# Stummfilm

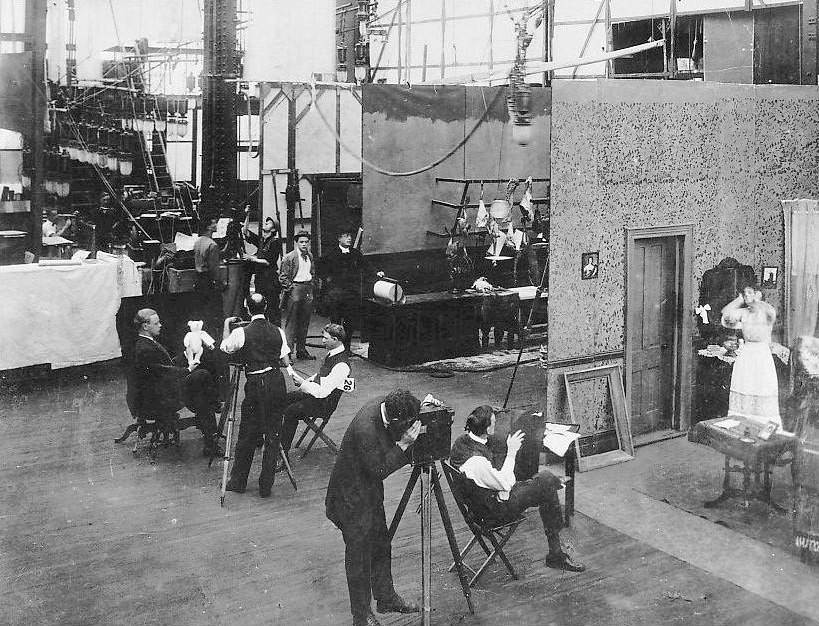
Dreharbeiten in den New Yorker Edison-Studios, um 1908

Als Stummfilm wird seit der Verbreitung des Tonfilms in den 1920er-Jahren ein Film ohne technisch-mechanisch vorbereitete Tonbegleitung bezeichnet. Die Aufführung solcher Filme wurde zeitgenössisch fast ausnahmslos wenigstens musikalisch untermalt. Der Stummfilm entstand gegen Ende des 19. Jahrhunderts in Westeuropa und in den Vereinigten Staaten von Amerika. Grundlage für die Herstellung und Wiedergabe der ersten Stummfilme waren Erfindungen im Bereich der Technik und der Fotografie (siehe den Artikel zur Filmgeschichte).
Während der Frühzeit des Kinos gab es noch keine zufriedenstellende Möglichkeit, Bild und Ton synchron aufzunehmen und abzuspielen. Die Filme wurden vor Publikum je nach Art der Vorführstätte von Orchester, Klavier bzw. Pianola, Grammophon u. a. begleitet oder es kamen Photoplayer zum Einsatz. Letztere waren selbstspielende Klaviere, die mit zusätzlichen von Hand auszulösenden Geräuscheffekten versehen waren.
Stummfilme wurden auch mit einmontierten Texten, den Zwischentiteln, erzählt. Oft begleitete auch ein Filmerzähler oder -erklärer die Vorstellung. Trotzdem musste der Großteil der Handlung und Gefühle über die Filmbilder transportiert werden. Das Schauspiel der Akteure früher Filme war aus diesem Grund meistens sehr körperbetont. Gestik und Mimik der Schauspieler vor allem in Dramen wirken vom heutigen Blickpunkt aus oft übertrieben. Ein Vorteil des Stummfilms liegt darin, dass er universell verständlich ist. Die Sprache der Schauspieler spielt keine Rolle, da sie nicht zu hören ist und Zwischentitel mit geringem Aufwand in andere Sprachen übersetzt werden können.

## Geschichte

### Von den ersten Filmvorführungen bis zur ersten Krise (bis 1908)

#### Erste Filmvorführungen
Ein Pionier des bewegten Bildes war der Chronophotograph Eadweard Muybridge. Seine 1878 entstandenen Serienbilder The Horse in Motion zeigten den genauen Bewegungsablauf bei einem galoppierenden Pferd.
Die erste international bekannte Vorführung eines kurzen Filmshots war die Präsentation der Roundhay Garden Scene durch Louis Le Prince, den Gründer der Leeds Technical School of Arts. Die von ihm selbst vermutlich am 14. Oktober 1888 hergestellte Bilderfolge von 2,11 Sekunden stellte vier gehende Personen dar – im Garten seiner Schwiegereltern in Roundhay, einem Vorort von Leeds. Für seine Ein-Linsen-Kamera erhielt Le Prince 1888 ein Patent. Er hatte sie ab 1886 in Experimenten entwickelt, die von seinem Freund Louis Jacques Mandé Daguerre inspiriert waren.
Am 20. Mai 1891 stellte der Erfinder Thomas Edison in der National Federation of Women’s Clubs einen Kinetographen vor. Die erste öffentliche Vorführung fand dann am 9. Mai 1893 im Brooklyn Institute of Arts and Sciences statt.
Die ersten kinomäßigen Filmvorführungen, also Filmprojektionen für ein zahlendes Publikum, gab es 1895: ab 20. Mai in New York durch die Familie Latham (Vater Woodville Latham und Söhne Otway und Gray), ab 1. November im Berliner „Wintergarten“ als Schlussnummer eines Varieté-Programms durch die Brüder Skladanowsky und – mit dem größten Einfluss auf die Kinogeschichte – ab 28. Dezember in Paris durch die Brüder Lumière.
Der von den Brüdern Lumière erfundene Cinématographe war gleichzeitig ein Aufnahme-, Kopier- und Abspielgerät, in dem der Film mittels Perforation über Greifzähne vor dem Objektiv entlanggeführt wird. Die erste Präsentation von Filmgerät und -material fand nicht öffentlich statt: Die Brüder Lumière zeigten am 22. März 1895 ihren Film Arbeiter verlassen die Lumière-Werke einem ausgewählten Publikum der gesellschaftlichen Oberschicht. Am 28. Dezember 1895 folgte die erste öffentliche kommerzielle Präsentation Frankreichs: Im Pariser „Grand Café“ führten die Lumières zehn ihrer kurzen Filme vor.
Die Filme, die in der Frühzeit des Stummfilms vorgeführt wurden, waren meistens nur einige Sekunden lang und zeigten unspektakuläre Szenen aus dem alltäglichen Leben, manchmal aber auch gespielte Witz-Szenen. Sie faszinierten anfangs durch ihre schiere technische Machbarkeit. Das Interesse an weitergehender Inszenierung wuchs erst Jahre später.

#### Die ersten Jahre
In den ersten Jahren des Films wurden die kurzen Streifen als Teil von Revuen in Varieté-Theatern vorgeführt und waren in erster Linie der Mittelschicht vorbehalten. Die Brüder Lumière machten ein großes Geschäft damit, ihren Cinématographen an Schausteller in aller Welt zu verleihen. Als sie die steigende Nachfrage nach Filmprojektoren nicht mehr befriedigen konnten, verkauften sie 1905 das Patent zur Geräteherstellung an das Unternehmen Pathé Frères. Daraus entstand die Berufskamera Pathé industriel, die 1908 herauskam.
Da die Brüder Lumière den Film nur als eine Ergänzung zur Fotografie sahen – sie sprachen von „lebender Fotografie“ –, beschränkten sie sich in ihrer Arbeit auf die Dokumentation realer Ereignisse. In diesen Filmen wurde die Krönung des Zaren Nikolaus II. ebenso dokumentiert wie die Fütterung eines Babys (Babys Frühstück) oder die Einfahrt eines Zuges (L’Arrivée d’un train en gare de La Ciotat). Eine Ausnahme bildet ihr humoristischer Film L’arroseur arrosé, in dem sie erstmals eine nachgestellte Szene filmten.
Der französische Illusionist und Theaterbesitzer Georges Méliès war der erste, der das erzählerische Potenzial des jungen Mediums erkannte und ausschließlich inszenierte Filme drehte. Für die Umsetzung seiner weitgehend phantastischen Stoffe und Szenen fand Méliès Filmtricks, z. B. den Stoptrick, der noch heute angewandt wird. Mit Die Reise zum Mond gelang Méliès 1902 ein frühes Meisterwerk, das vollständig mit Trickeffekten hergestellt wurde. Dieser Film wird häufig als erstes bedeutendes Exemplar des Genres Science-Fiction-Film bezeichnet.
Doch Méliès fühlte sich stark den Regeln des Theaters verpflichtet, und so verharrte sein filmisches Bildvokabular weitgehend auf einer Einstellungsgröße, der Totalen. Diese entspricht dem Szenenfeld, das ein Theaterzuschauer von der Bühne sieht. Méliès machte diesen „Stil“ mit Hilfe seines immensen Filmausstoßes und der weltweiten Vermarktung zu einer gängigen Praxis.
Der erste bekannte Film, der mit dieser Regel brach (The Little Doctor, 1902, von Arthur Melbourne-Cooper), kam durch den Briten George Albert Smith in Umlauf. Man sah zum ersten Mal die Nahaufnahme einer Katze, womit ein Grundstein für filmisches Erzählen gelegt wurde. Mit Perspektivenwechsel, Variation der Bildgröße und mit der Montage, die diese Wechsel in einen Rhythmus bringt, entwickelte sich in den folgenden Jahren eine Filmsprache.
Als wegweisend für den erzählenden Film wird der 12-minütige Film Der große Eisenbahnraub (1903) von Edwin S. Porter angesehen. In diesem ersten Western wird ein Zugüberfall von der Durchführung über die Flucht bis hin zum Showdown geschildert.
Das Interesse an dem neuen Medium Film stieg immens, so dass eine neue Marktidee aufkam: die Einrichtung ortsfester Kinos. Auch die fallenden Preise für Vorführgeräte verlockten Unternehmer dazu, Lichtspielhäuser – sogenannte Kintöppe (Deutschland) bzw. Nickelodeons (USA) – zu eröffnen. Mit der Einrichtung der ersten festen Kinos stieg auch die Nachfrage nach neuen Filmaufnahmen. Wurden bisher die Aufnahmen der verschiedenen Schausteller und Filmunternehmer nur selten ausgewechselt, da sich in jeder Stadt wieder neues, erstauntes Publikum fand, so war mit den ersten Kinos Innovation gefragt. Die Filme erhielten Handlung. Die zumeist komischen Sketche bzw. Einakter wuchsen in den 1900er Jahren auf eine Länge von bis zu fünfzehn Minuten, was der Höchstlänge einer Filmrolle entsprach (One-Reeler).
Bereits 1895 wurde in den USA unter anderem die Filmproduktionsgesellschaft Biograph Company gegründet. Dort hatte D. W. Griffith sein Regiedebüt bei The Adventures of Dollie. Die führenden Filmproduktionsgesellschaften waren jedoch die französischen Pathé Frères und Gaumont, die noch vor der Jahrhundertwende die wirtschaftlichen Möglichkeiten des Films entdeckten und die ganze Welt mit ständig neuen Kurzfilmen versorgten. Ab etwa 1900 entstanden jedoch auch in einigen anderen Ländern erste Filmgesellschaften – der internationale Austausch an Filmen begann zu florieren und erste Filmverleihe entstanden, um die rasch wachsende Zahl der Kinos zu erschwinglichen Preisen mit Filmen versorgen zu können. Kino wurde so zu einem Volksvergnügen für die breiten Massen. In den USA betrug der Eintrittspreis anfangs lediglich fünf Cents (einen nickel, daher auch der Begriff Nickelodeon). Man saß gemeinsam im Dunkeln und bekam endlich Einblicke in die Welt der Reichen und Schönen, von der man bislang ausgeschlossen war.

#### Erste Krise und ihre Folgen für die Filmkunst
1907/1908 gab es erstmals eine Krise im Filmgeschäft. Die Besucherzahlen gingen zurück, da die häufig wenig phantasievollen und kurzen Produktionen an Attraktivität verloren. Erstmals setzte man sich mit Filmtheorie und Filmsprache auseinander. In Frankreich reagierte man darauf mit der Orientierung an zeitgenössischen literarischen Vorlagen. Die Produktionen wurden länger und behandelten nun komplexere Geschichten. Diese französische Innovation nannte sich „Film d’Art“ und fand Nachahmer in vielen Ländern der Welt. Im deutschsprachigen Raum orientierte man sich an deutschsprachiger Literatur – vor allem Volksstücke. Formal orientierte man sich am Theater, so dass die spezifischen Stärken des Mediums Film nicht zum Tragen kamen. Künstlerisch war es eine Sackgasse, aber es gelang, durch die Verpflichtung bekannter Autoren die Zuschauerkreise zu erweitern. Die Wiener Kunstfilm-Industrie stellte den Bezug zu solchen Filmen bereits in ihrem Firmennamen her. Laiendarsteller und Bekannte der Filmproduzenten wurden von nun an durch professionelle Schauspieler ersetzt, die häufig vom Theater kamen und sich als Filmschauspieler ein Zusatzeinkommen verschafften. Von der Filmschauspielerei allein konnte sich vorerst kaum jemand ein Leben finanzieren. Zu den ersten, die dazu jedoch im Stande waren, zählte die dänische Schauspielerin Asta Nielsen, die mit den damals international weit verbreiteten dänischen Filmen Bekanntheit erlangte und zum wahrscheinlich ersten weiblichen Filmstar avancierte. Bis 1914 verboten große Theater des deutschsprachigen Raums ihren Schauspielern, in Filmen mitzuwirken, da das Kino eine Konkurrenz für das Theater darstellte. Zu den ersten Theaterpersönlichkeiten, die diesen Bann mit künstlerisch ambitionierten Filmproduktionen durchbrachen, gehörten 1912/1913 die Schauspieler Paul Wegener (Der Student von Prag) und Albert Bassermann (Der Andere) sowie der Regisseur Max Reinhardt (Die Insel der Seligen).
In Dänemark und den anderen skandinavischen Ländern sowie Frankreich war der Film zu dieser Zeit bereits eine anerkannte Kunstform. Im deutschen Sprachraum war dies anders. Das Bildungsbürgertum stand dem Kino feindselig gegenüber. Zum einen stellte das neue Medium tradierte Kunstvorstellungen (Idealismus) in Frage, zum anderen war es auf die Bedürfnisse des Proletariats und Subproletariats zugeschnitten. Das frühe Kino war ein Unterschichtsvergnügen mit latent anarchistisch-subversiven Zügen. Weil die Filme den Bruch mit sittlich-moralischen Konventionen offen zeigten, befürchteten die Kritiker eine „Überreizung der Seele“ beim Proletariat, die zum Aufstand gegen Staat und Autoritäten führen könnte. Diese Argumentation lebte in der deutschen Kinoreformbewegung lange fort und wurde nach dem Zweiten Weltkrieg von der Medienpädagogik leicht verändert wieder aufgenommen.
Erst in der Mitte der 1920er Jahre gaben weitere Bevölkerungsgruppen ihre Vorbehalte gegen das Kino auf, jetzt waren hauptsächlich Angestellte im Kinopublikum zu finden. Die staatlichen Zensurstellen veranlassten zudem häufig das Herausschneiden gesellschaftskritischer oder „anrüchiger“ Szenen. Der deutschsprachige Film bekam seine entscheidenden Impulse in seiner frühen Phase von komödiantischen Wandertruppen, dem Kabarett, dem Boulevard- und Schmierentheater. Hier wusste man, wie man Stücke erarbeitet und Spannung erzeugt. Die ersten Filmlustspiele waren von Schwank und Operette beeinflusst. Zum ersten deutschen Filmstar wurde Henny Porten. In Österreich war es Liane Haid.
In den folgenden Jahren erforschten die Filmschaffenden nach und nach die Möglichkeiten des Films. Kulissen und Dekorationen wurden aufwendiger, die Handlungen komplexer, und auch die technischen Ansprüche stiegen, vor allem bezüglich der Beleuchtung. Das Filmemachen wurde dadurch teurer, und aufwendige technische Ausstattung konnten sich nur die wenigsten leisten. Private Filmemacher hatten somit immer weniger Chancen auf dem Filmmarkt, der Regisseur nicht mehr die alleinige Verantwortung für die Filme.

### Zwischen erster Krise und Ende des Ersten Weltkriegs (1908 bis 1918)

#### Entstehung der US-Filmindustrie
In den Vereinigten Staaten explodierte die Filmindustrie förmlich, denn der Hunger der Kinogänger nach neuen Filmen war schier unersättlich. Im Jahre 1909 war Film bereits „Big Business“, in den USA expandierte die Branche um 25 Millionen Dollar jährlich. Wegen der riesigen Nachfrage gründeten die größten Filmverleiher unter der Federführung von Thomas Alva Edison die Motion Picture Patents Company (MPPC), um ihre Marktanteile zu halten. Sie gingen davon aus, dass die technische Ausrüstung der Boden war, auf dem das Filmgeschäft aufbaute. Zusammen hielten sie 16 Patente auf Aufnahme- und Vorführgeräte. Gleichzeitig schlossen sie einen Exklusiv-Vertrag mit Eastman Kodak, damals praktisch dem einzigen Lieferanten von Filmmaterial. Darüber hinaus machten sie über ein spezielles Lizenzierungs-System Druck auf die Kinobetreiber, möglichst nur noch Filme aus ihrer Produktion zu zeigen. Bewusst wollte die MPPC ein Monopol errichten.
Um dieses Monopol aufzubauen, sabotierte die MPPC die unabhängigen Filmproduktionen in den Vereinigten Staaten durch organisierte Banden, unterstützt von Polizei und Sheriffs. Kinos wurden demoliert, Schauspieler verprügelt und Geräte beschlagnahmt. Die freien Produzenten unter der Führung von Carl Laemmle versuchten dennoch, ihre Projekte zu verwirklichen. Die Dreharbeiten wurden von Bewaffneten geschützt. Teilweise wurde mit dem gesamten Set jeden Tag an einem anderen Ort gedreht. Der größte Teil der amerikanischen Filmindustrie war zu dieser Zeit in New York ansässig, wo sich die oben beschriebenen Szenen auch abspielten. In den folgenden Jahren begann die Macht der MPPC zu bröckeln und auch unabhängige Produzenten konnten erfolgreich arbeiten, bis schließlich der Oberste Gerichtshof der Vereinigten Staaten gegen die Monopolbildung der MPPC vorging und diese auflöste.
Von 1910 an ließen sich in Hollywood verschiedene Filmschaffende nieder, unter ihnen Carl Laemmle, William Fox, Samuel Goldwyn und Adolph Zukor, und legten den Grundstein für die spätere Traumfabrik. Laemmle, der Anführer der unabhängigen Filmproduzenten, gründete dabei das erste große Filmstudio in Hollywood: Universal Pictures. Grund für die Wahl Kaliforniens war zum einen die große Entfernung von den brancheninternen Revierkämpfen an der Ostküste, zum anderen das sonnige Wetter: Aufgrund des relativ lichtunempfindlichen Filmmaterials und des damaligen Standes der Lichttechnik war Tageslicht die wichtigste Beleuchtungsquelle beim Dreh. Nur wenige Monate nach Gründung der Universal Studios gingen die Keystone Studios unter der Federführung des Slapstick-Spezialisten Mack Sennett an den Start, gefolgt von einer ganzen Reihe weiterer Filmgesellschaften.

#### Erste Monumentalfilme
Die „Kunst des Erzählens“ wurde in den 1910er Jahren perfektioniert, und zwar auch außerhalb der Vereinigten Staaten. In Italien setzte man ab 1912 neue Maßstäbe in Sachen Produktionsaufwand. Es entstanden eine Reihe von Verfilmungen von Klassikern der Literaturgeschichte, wie Der Fall von Troja, Die drei Musketiere, Faust, Die Plünderung Roms, Macbeth, Cabiria (1914) und auch Quo Vadis? (1913), bei denen aufwendige Kulissen und Kostüme sowie Massenszenen mit Tausenden von Statisten eingesetzt wurden. Am erfolgreichsten von diesen Filmen war Quo Vadis?, der vor dem Ersten Weltkrieg „als das größte Meisterwerk der Welt galt; nach England und Amerika 1913 eingeführt, brachte er allen Beteiligten riesenhafte Gewinne“. Nachdem man sich bislang nicht an die Herstellung solch in jeder Hinsicht aufwendiger Produktionen herangewagt hatte, beflügelte der Erfolg der italienischen Produktion nun auch andere Länder zur Herstellung solcher Monumentalproduktionen. Am erfolgreichsten waren hierbei die USA, wo D. W. Griffith während des Ersten Weltkriegs Filme wie Die Geburt einer Nation (1915) und Intoleranz (1916) herstellte, die als Meilensteine der Filmgeschichte gelten.

#### Im Ersten Weltkrieg
Im Ersten Weltkrieg isolierten sich die Mittelmächte, allen voran Deutschland und Österreich, weitgehend von Filmimporten aus den nun teils feindlichen großen Filmnationen, allen voran Frankreich. Die heimische Filmwirtschaft erfuhr dadurch zumindest im inländischen Markt einen starken Aufschwung, der auch in die wirtschaftlich schwierige Nachkriegszeit mitgenommen werden konnte. Die Verknüpfung der Filmszenen der im Kriege verbündeten Nachbarländer Österreich und Deutschland fand hier ebenfalls ihren Anfang. Die erstarkte deutsche Filmwirtschaft rund um ihre Hauptstadt Berlin wurde nach dem Weltkrieg zum Arbeitsplatz zahlreicher österreichischer Filmschaffender. Aber auch deutsche Schauspieler und Regisseure wirkten in den folgenden zwei, drei Jahrzehnten häufig in Filmstudios der österreichischen Hauptstadt Wien.
Mit dem Ersten Weltkrieg erfuhr der Film zudem eine weitere Funktion: jene der Propaganda. Bereits im September 1914 berichtete die Wiener Kunstfilm-Industrie in ihrem Kriegs-Journal begeistert vom Frontgeschehen. 1915 folgte die Einrichtung einer Filmexpositur im k.u.k. Kriegspressequartier, deren Leitung der bedeutendste österreichische Produzent jener Jahre übernahm, Sascha Kolowrat-Krakowsky. Es entstanden weitere geschönte Kriegs-Wochenschauen und zahlreiche Propagandafilme wie Mit Herz und Hand fürs Vaterland mit dem Star des österreichischen Films, Liane Haid. In Deutschland erkannte man ebenfalls bald die kriegsdienlichen Möglichkeiten des Films. Die Deulig, gegründet Ende 1916, sollte im Ausland Sympathien für Deutschland wecken, und mit dem Bild- und Filmamt (BUFA) schuf man Anfang 1917 auch hier eine zentrale Stelle zur Steuerung der propagandistischen Filmproduktion. Es folgte die Zentralisierung der deutschen Filmproduktion, zu deren Zweck gegen Kriegsende die UFA gegründet wurde. Sie entwickelte sich nach dem Krieg zu einer der weltweit wichtigsten Produktionsstätten von Filmen in den 1920er Jahren. Aber auch die Gegner Deutschlands wussten den Film als Propagandamittel einzusetzen. In den Vereinigten Staaten etwa warb The Battle Cry of Peace (1915) für den Kriegseintritt.

### Nach dem Ersten Weltkrieg bis zur zweiten Krise (1918 bis 1926)

#### Aufstieg der Vereinigten Staaten zur größten Filmnation der Welt
Vor dem Ersten Weltkrieg war Frankreich der bedeutendste Filmproduzent der Welt, denn dort wurden bis 1914 noch mehr Filme produziert als in den USA. Französische Unternehmen hatten von Anfang an auf Expansion gesetzt und verfügten europaweit über Vertriebsstellen und Kinos. Der Krieg isolierte die Filmwirtschaften der beiden Bündnissysteme voneinander und beanspruchte Rohstoffe, die auch zur Filmherstellung notwendig waren, was für das international orientierte und produktionsstarke Frankreich einen schweren Rückschlag bedeutete. Für andere Länder wiederum, wie etwa Österreich oder Deutschland, bedeutete der Erste Weltkrieg eine Entledigung von der bis dahin so starken ausländischen Konkurrenz. Heimische Filmhersteller blühten regelrecht auf. Die Qualität der Produktionen stieg aber nicht in derselben Relation wie die Anzahl der Produktionen. Anfang der 1920er Jahre stellte sich dies als fatal heraus, da die rasch expandierende US-Filmindustrie, die wirtschaftlich wesentlich besser organisiert war als die europäischen Unternehmen, nun eine bedrohliche Konkurrenz für den europäischen Film darstellte.
Sehr beliebt beim Publikum waren von Anfang an Slapstick-Komödien, deren bekanntester Vertreter Charlie Chaplin schon in den 1910er Jahren mit kurzen Sketchen großen Erfolg hatte. Mit The Kid (1921) drehte er seinen ersten abendfüllenden Film, auf den noch eine Reihe von Meisterwerken in den 1920ern folgten (zum Beispiel Goldrausch). Auch Buster Keaton war ein Star des Slapsticks und für seine regungslose Mimik berühmt. Zu seinen bedeutendsten Werken gehören Der General (1926) und Steamboat Bill junior (1928).
Um Filmemachern eine größere Partizipation am wirtschaftlichen Erfolg ihrer Filme zu ermöglichen, wurde 1919 die zuerst nur als Verleihfirma, später aber auch als Produktionsfirma tätige United Artists von Charlie Chaplin, Mary Pickford, Douglas Fairbanks sen. und D. W. Griffith gegründet.

#### Avantgardistisches Filmschaffen
In Europa bestand ab den 1910er Jahren ein besonderes Interesse am kunstvollen Film. Daraus entwickelte sich Schritt für Schritt die Avantgarde des Stummfilms. Einige besonders ausgeprägte Stilrichtungen sollen im Folgenden beschrieben werden.
In Frankreich erlebte der Film eine Blütezeit mit künstlerischen Ansätzen, die zunächst dem Impressionismus angelehnt waren, später aber mehr zum Surrealismus tendierten. Künstler wie Luis Buñuel oder Jean Cocteau prägten diese Stilrichtung mit Filmen wie Ein andalusischer Hund (1929).
Die russische Avantgarde zählt Künstler wie Sergej Eisenstein in ihren Reihen, der die Filmmontage maßgeblich beeinflusste. Sein bekanntester Film Panzerkreuzer Potemkin (1925) erzählt von einem Aufstand auf dem gleichnamigen Schiff und der Konfrontation der Meuterer mit der russischen Armee in Odessa. Einige Szenen aus dem Film, darunter die Treppenszene in Odessa, gehören zu den meistzitierten in der Filmgeschichte.
Der Russe Dsiga Wertow hingegen war ein Vertreter des sogenannten absoluten Films, durch den eine universale Filmsprache ohne sprachliche Hürden propagiert wurde. Sein berühmtestes Werk ist Der Mann mit der Kamera (1929), ein vielschichtiges Bild einer russischen Großstadt durch das Auge eines Kameramannes.

#### Der expressionistische Film
Der deutsche und österreichische Film dieser Zeit entwickelte eine besondere Ästhetik, die sich an der expressionistischen Malerei orientierte. Als erster expressionistischer Film gilt Das Cabinet des Dr. Caligari (1920) von Robert Wiene, dessen Elemente der expressionistischen Filmästhetik von den somnambulen Charakteren über Schattenmalereien bis hin zu den spitzwinklig verzerrten Kulissen reichen. Weitere Vertreter dieser Stilrichtung sind der Gruselfilm Nosferatu, eine Symphonie des Grauens (1922) von Friedrich Wilhelm Murnau und Das Wachsfigurenkabinett (1924) von Paul Leni. Bedeutende expressionistische Werke kamen auch aus Österreich, wo man mit der Erforschung des Stummfilmerbes allerdings erst spät begann, weshalb viele Bereiche filmwissenschaftlich erst unzureichend verarbeitet werden konnten. Gesicherte Belege für die Integration expressionistischer Stilelemente in österreichischen Filmen sind Robert Wienes Orlac’s Hände (1924) und Hans Karl Breslauers Die Stadt ohne Juden (1924). Ihren Kulminationspunkt erreichte die Epoche in dem Film Metropolis (1927) von Fritz Lang, der zugleich einer der ersten wegweisenden Science-Fiction-Filme war.

#### Europäische Filmwirtschaftskrise durch aufstrebende US-Filmindustrie
Mitte der 1920er Jahre erlebte der europäische Stummfilm seine schwerste Krise. Die Folgen sind bis heute spürbar: die Abhängigkeit europäischer Filmproduzenten von der Filmförderung und die fast weltweite Dominanz der US-amerikanischen Filmindustrie. Ursache für diese Entwicklung war in erster Linie der Erste Weltkrieg, der Kapital aus Europa abzog und in die USA leitete, was sich entsprechend auf die Finanzkraft der Filmproduzenten auswirkte. Die amerikanische Filmindustrie wäre jedoch nicht zur weltweit dominierenden Filmnation aufgestiegen, hätte sie nicht von Anfang an den Film als hochwirtschaftlichen Industriezweig aufgebaut. Die europäische Filmlandschaft blieb nicht zuletzt aufgrund der Zurückhaltung der Finanzgeber klein strukturiert. Es entstanden, abgesehen von der Universum Film (UFA) in Deutschland, keine großen, vertikal integrierten Filmkonzerne, die mit den amerikanischen vergleichbar gewesen wären. Die daraus resultierende Finanzschwäche verhinderte die kontinuierliche Produktion von aufwendigen, erstklassigen, starbesetzten Filmen zu wettbewerbsfähigen Preisen. Dass dies den amerikanischen Filmgesellschaften aber möglich war, lag daran, dass sie die Produktionskosten ihrer auf den Massengeschmack abgestimmten Filme dank enormer Werbung und Einsatz aller bekannten Marketinginstrumente bereits in den USA hereinspielen konnten. Nur wenige selbstständige Produzenten wie Charlie Chaplin wagten Filme herzustellen, die ihren eigenen künstlerischen Ansprüchen genügen sollten. Um erfolgreich zu sein, mussten aber auch sie nach dem Geschmack der Massen trachten.
Da die US-Filmindustrie zur Mitte der 1920er Jahre bereits einen jährlichen Ausstoß von 800 oder mehr Filmen aufweisen konnte, was fast 90 Prozent der weltweiten Filmproduktion bedeutete und den jährlichen Gesamtfilmbedarf der meisten europäischen Länder deutlich übertraf, bedeutete dies eine zunehmende Verdrängung europäischer Produktionen nicht nur vom europäischen, sondern auch vom Weltmarkt. Dies hatte wiederum den Niedergang zahlreicher europäischer Filmproduzenten zur Folge. Die britische, französische und italienische Filmindustrie kamen als erste nahezu zum Erliegen. In Großbritannien wurde der Tiefpunkt im „schwarzen November“ 1924 erreicht, als sich kein einziger Film in Produktion befand. Andere zu dieser Zeit große Filmproduzenten, etwa Österreich und Dänemark, traf es besonders hart – ihre Filmindustrie erlangte nie wieder so große internationale Bedeutung wie zuvor. Deutschland hingegen konnte diese Krise weitgehend verhindern, da bereits 1917 auf staatliches Betreiben der große UFA-Konzern geschaffen worden war und zudem bereits seit Anfang der 1920er Jahre das deutsche Kontingentgesetz die Einfuhr ausländischer Filme stark beschränkte, so dass rund 50 Prozent aller in Deutschland gezeigten Filme aus Deutschland stammten. Japan konnte mit einem ähnlichen Kontingentgesetz seine Filmwirtschaft erfolgreich schützen, und auch viele andere Länder führten Filmkontingente ein.
Zur Festigung ihrer Vormachtstellung wandten die US-Filmproduzenten und -verleiher auch an die Grenze der Legalität gehende Geschäftspraktiken an: etwa das „Blocksystem“, das Kinobesitzer zur Abnahme aller Filme der Filmgesellschaft zwingen sollte. Verweigerte ein Kinobesitzer dieses „Blindbuchen“ eines ganzen Jahresprogramms, durfte er auch die „Blockbuster“ der jeweiligen Filmgesellschaft nicht spielen, was natürlich ein enormer Wettbewerbsnachteil gewesen wäre, da solche Filme das meiste Publikum anzogen. Diese Geschäftspraxis wurde erst nach und nach von den europäischen Staaten verboten: in Deutschland zeitgleich mit dem Kontingentgesetz Anfang der 1920er Jahre, in England erst 1927 mit Einführung der Quotabill. Jeder Kinobesitzer hatte nun das Recht, jeden Film vor dem Kauf vorab zu sehen.
Nahezu europaweit forderten Filmindustrielle wie Filmschaffende ein Eingreifen der Politik. In den meisten Ländern kam es bis 1926, 1927 zu Gesetzen, die die Einfuhr US-amerikanischer Produktionen, oder ausländischer Produktionen generell, einschränkten: Importbeschränkungen, Zölle oder auch Förderungen an heimische Produzenten.
Die Krise der europäischen Filmwirtschaft veranlasste den britischen Filmproduzenten und Publizisten L’Estrange Fawcett, in seinem 1927 erstveröffentlichten filmtheoretischen Werk „Die Welt des Films“ besonders auf die Filmindustrie Hollywoods einzugehen, um „die von den amerikanischen Filmtrusts in einen schweren Daseinskampf gedrängte europäische Filmproduktion auf die Vorteile und Mängel jener großartigen Unternehmungen aufmerksam zu machen, damit sie beim Aufbau der heimischen Industrie daraus Anregung und Nutzen ziehen können. Das eigenartige Gefüge des amerikanischen Filmbetriebes wird uns gerade jetzt willkommene Lehren bieten, zu einem Zeitpunkt, da viele Länder Europas darangehen, ihre in den letzten Jahren durch den überstarken Konkurrenten verdrängten Filmindustrien mit staatlicher oder gesetzgeberischer Beihilfe zu neuem Leben zu erwecken.“ Des Weiteren erwähnte er zu den Ursachen, wie der amerikanische Film den europäischen Film in die Krise stürzen konnte: „In Europa wurde der Film eben seit jeher als ein Geschäft minderer Güte behandelt; einzelne haben dabei Geld verdient, die meisten daran verloren, und wenn man heute einem europäischen Kapitalisten mit einem Filmprojekt kommt, so ist er von vornherein misstrauisch. Die Amerikaner jedoch haben von allem Anfang an den Film als ‚big business‘, als Großgeschäft, aufgefasst, das ebenso gründlich verfolgt und gemanagt werden muss wie jedes andere Geschäft in Wall Street. Daher auch die Ausbeutung aller Möglichkeiten, die Vereinigung von Produktion und Vertrieb in einer Hand, die ungeheure Zunahme des Kinobetriebes.“

### Übergang vom Stummfilm zum Tonfilm (1927 bis 1936)
In den späten 1920er und den frühen 1930er Jahren wurde der Stummfilm durch den Tonfilm – auch „Talkie“ bzw. „Sprechfilm“ genannt – abgelöst. Es setzte sich das Lichttonverfahren durch, bei dem sich die Tonspur mit auf dem Filmband befand. Die Übergangsperiode dauerte weltweit etwa zehn Jahre. Insbesondere in China entstanden in den 1930er Jahren die heute als Stummfilmklassiker des Landes geltenden Filme. Zu den letzten US-amerikanischen Stummfilmproduktionen gehört der 1935 auf Bali gedrehte Zweifarben-Technicolorfilm Legong: Dance of the Virgins.
Künstlerisch hatte der Stummfilm ab Mitte der 1920er Jahre seinen Höhepunkt erreicht. Hollywood war seither der Magnet für internationale Fachkräfte, und da es im Stummfilm keine Sprachbarrieren gab, konnte eine sehr fruchtbare Wechselwirkung zwischen individueller Kreativität und technischem Know-how entstehen. Regisseuren wie Victor Sjöström, Mauritz Stiller, Jacques Feyder, Ernst Lubitsch, Paul Leni, Josef von Sternberg, Erich von Stroheim, Harry d’Abbadie d’Arrast und Maurice Tourneur gelangen erfolgreiche Karrieren. Gleiches galt für die Schauspieler, die in Hollywood arbeiteten: Vilma Bánky aus Ungarn, Greta Garbo, Lars Hanson und Nils Asther aus Schweden, Camilla Horn und Emil Jannings aus Deutschland, Pola Negri aus Polen, Alla Nazimova aus Russland und Ramón Novarro aus Mexiko. Es gab damals so viele ausländische Stars, dass die nationale Filmpresse in den USA bereits xenophobe Artikel veröffentlichte, die vor einer Überfremdung der heimischen Industrie warnten.
Streifen wie Hotel Imperial von Mauritz Stiller aus dem Jahr 1927 oder Es tut sich was in Hollywood, eine Komödie mit Marion Davies aus dem Jahr 1928, imponierten mit hoher dramaturgischer Dichte und ausgefeilter Darstellungstechnik, die der Tonfilm erst viele Jahre später erreichen konnte. Interessanterweise waren gerade die stummen Verfilmungen populärer Operetten in diesen Jahren Kassenmagneten, angefangen bei The Merry Widow unter der Regie von Erich von Stroheim bis hin zu The Student Prince von Ernst Lubitsch. Anscheinend vermissten die Zuschauer die Dialoge nicht besonders. Die Gründe für die Einführung des Tons waren daher hauptsächlich wirtschaftlicher Art. Die Zuschauerzahlen stagnierten mit rund 55 Millionen Zuschauern wöchentlich seit 1926 auf mittlerem Niveau. Zur größten Konkurrenz wurde zunehmend das Radio, wo sehr populäre Shows, Hörspiele und Sportreportagen ein Millionenpublikum fesselten.
Das Studio Warner Brothers hatte bereits seit Mitte der 1920er Jahre gemeinsam mit der Firma Western Electric unter dem Namen „Vitaphone“ tonunterstützte Filme produziert. Der am 6. August 1926 uraufgeführte Streifen Don Juan mit dem sehr populären Broadwayschauspieler John Barrymore wurde ein großer Erfolg. Bei diesen frühen Werken lief die Tonspur parallel auf einem anderen Medium, häufig auf den schallplattenähnlichen Matrizen – das sogenannte Nadeltonverfahren.
Ermutigt von den Erfolgen brachte Warner Brothers weitere Tonfilme in die Kinos. Die Neuerung bestand in der integralen Bedeutung des Dialogs für die Handlung. Waren in den vorherigen Werken meistens nur Monologe zu hören, konnte das Publikum nunmehr echte Gespräche zwischen den Schauspielern verfolgen. Als offizieller Beginn der Tonfilmära gilt der 6. Oktober 1927, als Der Jazzsänger uraufgeführt wurde. Allerdings machen die gesprochenen Teile nur knapp ein Viertel der Gesamtlaufzeit des Films aus.
Das Publikum war sehr angetan von der Neuerung, und die Warner-Brüder nutzten die Neugier, um weitere dialogunterstützte Filme zu produzieren. Das Studio wurde dank des starken Zuschauerzuspruchs eine Zeit lang das profitabelste Unternehmen der Filmbranche und produzierte Mitte 1928 mit Lights of New York den ersten Film, der komplett nur aus Dialogen besteht. Warner Brothers bekam rasch Konkurrenz von William Fox, dem zu diesem Zeitpunkt mächtigsten Mann im Filmgeschäft. Er stand kurz vor der Übernahme der neu entstandenen Filmgesellschaft MGM und erkannte das Potential, das in der Innovation des Tonfilms lag. Dabei stützte sich Fox auf ein zukunftsträchtigeres Tonsystem als Warner. Es synchronisierte die Tonspur in einem komplizierten Verfahren mit der Filmspur – das Lichttonverfahren, von einer Gruppe rund um Hans Vogt entwickelt, deren Patente William Fox aufkaufte. Die übrigen Studios zögerten teilweise lange, ehe sie ebenfalls die Investitionen für die notwendige technische Ausrüstung wagten. Besonders Irving Thalberg, Produktionschef bei MGM, war skeptisch über die Zukunft der Neuerung. Erst Mitte 1928, als die New Yorker Finanzgeber der großen Studios sich für den Tonfilm entschieden hatten, begann auch MGM Tonfilme zu produzieren. Es war der Tontechniker Douglas Shearer, Bruder von Hollywoodstar Norma Shearer, der das Lichttonverfahren perfektionierte, bei dem die Tonspur auf die Filmspur kopiert wird. Mit dem Slogan All Talking, All Dancing, All Singing wurde 1929 The Broadway Melody beworben, der erstmals das neue Verfahren präsentierte. Der Film gewann als zweiter Film den Oscar als Bester Film des Jahres und etablierte die Hauptdarstellerin Bessie Love als ersten Gesangsstar der neuen Epoche.
Eine Zeit lang existierten noch sogenannte „Hybridfilme“, die nur Dialogpassagen oder Soundeffekte aufwiesen. Die Studios brachten mitunter auch etablierte Streifen erneut heraus, die mit zusätzlichen Geräuscheffekten versehen waren. Zu den bekannteren Beispielen zählen Das Glück in der Mansarde, Der Patriot und Der Hochzeitsmarsch. Darüber hinaus produzierte man für die Kinos, die noch nicht auf Tonfilme umgerüstet waren, eine stumme Version des Streifens mit dazu. Der erste Film, für den das nicht mehr gemacht wurde, war Wise Girls aus dem Jahr 1929. Nachdem auch MGM sich für den Tonfilm entschieden hatte, entstand Ende 1929 mit Der Kuß dort der letzte reine Stummfilm aus US-amerikanischer Produktion. Die primitive Aufnahmetechnik machte es notwendig, dass die Schauspieler während ihrer Dialoge völlig stillstanden und ganz gezielt in das meistens nur grob kaschierte Mikrophon sprachen – die Mikrophone wurden in oder hinter allen möglichen Dekorationsobjekten versteckt. Daher wirken die meisten frühen Tonfilme extrem statisch und die Schauspieler angestrengt und immobil. Erst von 1929 an konnte der Tonfilm beginnen, sich dem hohen künstlerischen Niveau, das der Stummfilm gerade in den letzten Jahren erreicht hatte, wieder zu nähern. Wichtige Innovationen auf dem Weg zu einer neuen, integrativen Behandlung des Tons für die Dramatik der Handlung waren Werke wie Applaus von Rouben Mamoulian, Liebesparade und Monte Carlo von Ernst Lubitsch sowie In Old Arizona von Irving Cummings, die erste Großproduktion, die außerhalb des Studios sozusagen im Freien produziert wurde.
Der Tonfilm bescherte Hollywood einen dramatischen Zuwachs der Zuschauerzahlen von 55 Millionen wöchentlich im Jahr 1927 auf 155 Millionen wöchentlich im Jahr 1930, und entsprechend stiegen die Gewinne der Studios. 1930, als der sogenannte Talkie Craze, der Run des Publikums auf Dialogfilme, seinen Höhepunkt erreichte, verdiente Paramount über 18 Millionen, den höchsten Gewinn eines Studios bis dahin. MGM konnte über 16 Millionen Gewinn erzielen. Erst 1946/1947 konnten vergleichbare Zahlen wieder erzielt werden. Die Neuerung brachte naturgemäß auch neue Genres mit sich. Gerade am Anfang waren dialogreiche Gerichtsdramen, Kriminalgeschichten und Salonkomödien populär. Auch konnte sich aus den ersten Revuefilmen das Musical entwickeln – in Europa entstanden parallel dazu die Operettenfilme, die in Verbindung mit dem historischen Ambiente Wiens zur Kaiserzeit ein noch spezialisierteres Genre ergaben: den Wiener Film.
Der Übergang zum neuen Medium brachte in den USA einigen Künstlern große Schwierigkeiten. Besonders ausländische Stars, die mit teilweise starkem Akzent oder gar kein Englisch sprachen, hatten Probleme, ihren Status zu wahren. Zu den bekannteren Opfern gehörten:
- Pola Negri, deren Karriere sich seit 1925 kontinuierlich nach unten entwickelt hatte. Sie versuchte 1932 ein Tonfilm-Comeback mit dem Streifen A Woman Commands, doch das Publikum akzeptierte ihren Akzent nicht, den das Studio euphemistisch als „pikant“ bezeichnete.
- Vilma Bánky, eine sehr populäre Ungarin, deren Aussprache ein Kritiker als „seltsamen Mix aus Budapest und Chicago“ bezeichnete.
- Emil Jannings, der den ersten Oscar als bester Schauspieler gewonnen hatte, jedoch vor der Herausforderung des Tonfilms kapitulierte und zurück nach Deutschland ging.
- Norma Talmadge stellte unter Beweis, dass auch ein starker Brooklyn-Akzent hinderlich sein konnte. Ihre Schwester Constance Talmadge drehte überhaupt keinen Tonfilm mehr.

Keine Regel ohne Ausnahme: Greta Garbo erlebte durch den Tonfilm noch eine Zunahme der Popularität. Das Studio setzte sie erst Anfang 1930 als Schwedin in Anna Christie ein und warb gleichzeitig mit dem Slogan „Garbo talks!“. Auch Ramón Novarro und Dolores del Río gelang der erfolgreiche Wechsel ins neue Metier.
Etliche Stars, die bereits in Stummfilmtagen beliebt waren, konnten sich zumindest bis zur Mitte der Dekade behaupten. So wurden Joan Crawford, Gary Cooper, Wallace Beery, Marie Dressler, Janet Gaynor, Bebe Daniels und Norma Shearer noch populärer. Einige Schauspieler wurden gerade aufgrund ihres Akzents beliebt. Maurice Chevalier stieg 1929 zum größten Star der Paramount auf, nachdem er einige erfolgreiche Musicals gedreht hatte. Ein Jahr später bewies Marlene Dietrich, dass die Fähigkeit, Englisch zu sprechen, nur ein Aspekt für beruflichen Erfolg war. Zu den Gewinnern des Tonfilms zählten aber vor allem Schauspieler, die eine gewisse Bühnen- und damit Sprecherfahrung aufweisen konnten. George Arliss, John Barrymore und Ronald Colman waren schon zu Stummfilmzeiten populär und konnten durch ihre klare Diktion überzeugen. Dazu kam eine ganze Karawane von Broadway-Mimen, die von 1929 an in Richtung Westen zogen und dort teilweise sehr populär wurden: Ruth Chatterton, Fredric March, Nancy Carroll, Ann Harding, Barbara Stanwyck, Tallulah Bankhead, um nur einige zu nennen.
Viele Karrieren endeten langsam, da sich mit dem Wechsel zum Tonfilm auch neue Vorlieben im Publikumsgeschmack ergaben. William Haines, Mary Pickford, Corinne Griffith, Gloria Swanson, Lila Lee, Laura La Plante, John Gilbert, Marion Davies, Betty Compson, Richard Dix und Clara Bow waren einige Namen, die zwar gut die Hürde des Mikrophons nahmen, jedoch allmählich ihre Anziehungskraft an der Kinokasse verloren. Besonders deutlich wird dies am Beispiel von Colleen Moore, die 1923 durch den Film Flaming Youth das Image des Flapper-Girls schuf und noch 1928 mit dem Streifen Lilac Times einen der größten Hits des Jahres produzierte. Sie hatte eine angenehme Stimme, konnte passabel tanzen und drehte 1929 noch einige Musicals, doch der Geschmack des Publikums hatte sich bereits zu ihren Ungunsten verändert. Flapper waren passé und Miss Moore zog sich 1930 zeitweise ins Privatleben zurück. Manche Schauspieler machten sehr spät ihr Tonfilmdebüt. Lon Chaney drehte erst 1930 seinen ersten und zugleich letzten Streifen. Lillian Gish hatte ebenfalls 1930 ihre Premiere im Sprechfilm. Charles Chaplin wartete damit sogar bis 1940.
Hollywood präsentierte die Stummfilmepoche schon 1939 in dem Streifen Hollywood Cavalcade mit Don Ameche und Alice Faye als längst vergangene Ära, die bestenfalls als Hintergrund für Komödien zu gebrauchen war. Eine besonders witzige Persiflage über die Panik, die Hollywood damals heimsuchte, ist der Streifen Singin' in the Rain aus dem Jahr 1952. Besonders die Rolle von Jean Hagen als temperamentvoller Star ist stark am Charakter von Norma Talmadge orientiert.

### Regisseure
Die erste Spielfilmregisseurin der Filmgeschichte war die Französin Alice Guy-Blaché, die 1896 La Fée aux Choux drehte.
Der einflussreichste und erfolgreichste amerikanische Stummfilm-Regisseur war D. W. Griffith. Dessen bedeutendste Werke sind Intoleranz und Die Geburt einer Nation, wobei letzter wegen seiner relativ kritiklosen Verherrlichung des Ku Klux Klans umstritten ist. Aus technischer und stilistischer Sicht aber gelten seine Filme als frühe Meisterwerke des Kinos. 1919 gehörte Griffith zu den Gründern der United Artists. Die bekanntesten Stummfilme für den US-amerikanischen Filmverleih waren Weit im Osten und Zwei Waisen im Sturm.
In Europa war der russische Regisseur Sergej Eisenstein insbesondere durch seinen Stummfilm Panzerkreuzer Potemkin sehr einflussreich und bekannt. Er erregte mit seiner neuen Schnitttechnik Aufsehen und prägte die filmische Sprache bis heute. Insbesondere die sogenannte Odessa-Sequenz ist legendär und wurde oft zitiert und auch parodiert. Eisenstein prägte den filmästhetischen Begriff der „Montage“. Auch die beiden deutschen Regisseure Friedrich Wilhelm Murnau (Sonnenaufgang – Lied von zwei Menschen, Faust – eine deutsche Volkssage) und Fritz Lang (Metropolis, Dr. Mabuse) setzten durch ihren Expressionismus, Kameraführung (Der letzte Mann) und dem Spiel mit Licht und Schatten (Nosferatu – Eine Symphonie des Grauens) Maßstäbe.
Alfred Hitchcock begann seine Karriere in London als Zeichner von Zwischentiteln und Regieassistent. Zwischen 1925 und 1929 drehte er als Regisseur neun eigene Stummfilme, darunter als den berühmtesten Der Mieter.

## Bedeutende Filmgesellschaften der Stummfilmzeit
In den Jahren nach dem Ersten Weltkrieg geriet der weltweite Filmmarkt zunehmend unter amerikanische Dominanz. Die großen amerikanischen Filmgesellschaften besaßen bereits damals zumeist eigene Vertriebssysteme sowie ganze Kinoketten.
Die größten Filmproduzenten gegen Ende der Stummfilmära waren:
1. Paramount Famous-Lasky, USA: rund 80 Filme jährlich, eigener Vertrieb durch mehr als 200 Niederlassungen weltweit, 500 eigene Kinos
2. Metro-Goldwyn-Mayer, USA: eigener Vertrieb, rund 400 eigene Kinos
3. United Artists, USA: ursprünglich reiner Vertrieb von Produktionen seiner Mitglieder auch Filmproduzent, im Besitz zahlreicher Kinos
4. First National, USA: ebenfalls aus Vertriebsorganisation hervorgegangen, Verbindung mit dem Kinokonzern Stanley (300 Kinos)
5. Universal Pictures Corporation, USA: eigener Vertrieb, 200 eigene Kinos, Produktionsaußenstelle in Berlin
6. Fox, USA: eigener Vertrieb, 356 eigene Kinos, Verbindung mit Finkelstein-Rubin-Gruppe (150 Kinos)

Weitere große Filmproduzenten waren:
- Warner Brothers, USA: eigener Vertrieb, zahlreiche eigene Kinos
- Producers' Distributing Corporation, USA: ursprünglich als Vertreiber der Cecil-de-Mille-Filme gegründet

## Ton in der Stummfilmzeit
Der erste experimentelle Tonfilm wurde bereits 1894 oder 1895 von William K. L. Dickson, einem Techniker von Thomas Alva Edison erstellt. Wenn die Notwendigkeit bestand, Handlungen zu erklären, wurden bis 1908 unsystematisch Filmerklärer eingesetzt, danach meistens Texttafeln mit erklärenden Zwischentiteln. Im japanischen Kino gab es ab etwa 1908 einen oder mehrere Benshi, die die Filme erklärten und alle Rollen live während der Vorführung sprachen. Zu allen Stummfilmen lief Musik, entweder in Form einer für den Film geschriebenen Partitur oder als Improvisation eines Musikers. Gespielt wurde meistens am Klavier. Klavierspieler in den Kinos wurden auch Tappeure genannt. Der Umfang und die Qualität der musikalischen Begleitung hingen vom Kino ab, für Galaveranstaltungen und Premieren großer, aufwendiger Filme, die ab Mitte der 1910er Jahre allmählich entstanden, wurden teilweise ganze Orchester zur Begleitung engagiert. Einige Kinos verfügten über eigens konstruierte Kinoorgeln, die auch Geräuscheffekte ermöglichten. Als Deutschlands bekanntester Stummfilmpianist gilt Willy Sommerfeld, in Österreich ist Gerhard Gruber der bedeutendste Stummfilmbegleiter am Klavier.
Von Beginn der Filmprojektion an bestand der Wunsch, die stummen Filme mit Ton auszustatten. Zeitungskritiken zu den ersten Filmvorführungen sprachen, bei aller Bewunderung für die „Lebende Photographie“, den Mangel der stummen Bilder deutlich aus. Zu den ersten Filmvorführungen z. B. in Ostfriesland wurde durch den Wanderkinopionier als Hintergrundvertonung Militärmusik mittels des Phonographen gespielt. Von 1904 an führten die Wanderkinos auf den Jahrmärkten mittels Nadeltonverfahren die sog. „Tonbilder“, mit speziell für die Filme produzierten Schallplatten, auf. Diese Tonbilder konnten sich noch bis in die Frühzeit der ersten Ladenkinos im Programm jedes Kinos halten. Die Qualität war schlecht und die Platten liefen fast nie synchron zu den Bildern; für die von etwa 1915 an üblichen längeren Filme hatten die damaligen Schallplatten auch eine viel zu kurze Laufzeit, so dass die „Tonbilder“ bald wieder verschwanden.

## „Moderne Stummfilme“
Auch nach Einführung des Tonfilms entstanden Filme, deren Handlung ganz oder teilweise ohne gesprochenes Wort vermittelt wird. Diese Filme sind keine Stummfilme im eigentlichen Sinn. Anders als beim echten Stummfilm handelt es sich dabei nicht um die Konsequenz des Fehlens der Tonspur (eines technischen Aspekts), sondern um das künstlerische Mittel der Verwendung sekundärer stummfilmtypischer Eigenheiten wie Schwarzweißfilm, Zwischentitel und pantomimische Elemente.
Charles Chaplin war einer der ersten Künstler, die auch nach Einführung des Tonfilms weiter auf den Stummfilm als künstlerisches Ausdrucksmittel setzten. So entstanden Filme wie Lichter der Großstadt (1931) und Moderne Zeiten (1936). In den 1970er Jahren inszenierte Mel Brooks mit dem Film Silent Movie eine Hommage an den Stummfilm. In jüngerer Zeit setzen einige Filmemacher den Stummfilm wieder als künstlerisches Ausdrucksmittel ein. So entstanden 1995 der als Hommage konzipierte Film Die Gebrüder Skladanowsky von Wim Wenders und 1999 der Film Juha von Aki Kaurismäki. Im 21. Jahrhundert folgen dann Call of Cthulhu (2005) von Andrew Leman, Franka Potentes Film Der die Tollkirsche ausgräbt von 2006, Rolf De Heers Zeitreise-Film Dr. Plonk sowie The Artist (2011) von Michel Hazanavicius. 2012 verwendete Jonas Grosch mit A Silent Rockumentary den Stummfilm erstmals für einen Dokumentarfilm. Als Gemeinsamkeit dieser Filme kann über die Verwendung einiger Stilmittel des Stummfilms hinaus ihre spezifische Referenz an die Übergangsphase vom Stummfilm zum Tonfilm angesehen werden. Malte Wirtz veröffentlichte im September 2021 seinen Film Geschlechterkrise, den ersten deutschen Stummfilm in Spielfilmlänge in Farbe.

## Erforschung des Stummfilms
Experten schätzen, dass 80 bis 90 Prozent aller Stummfilme unwiederbringlich verloren sind. Dies ist vor allem auf das damals verwendete Filmmaterial Zellulosenitrat zurückzuführen, das nach langer Lagerung zu Selbstzersetzung und Entzündung neigt.
In den 1920er Jahren wurden in den USA systematisch Nitratfilme zerstört, um daraus Silber zu gewinnen. Dazu kam das jahrzehntelange Desinteresse an Produktionen vor dem Ersten Weltkrieg. Die frühen Filme galten als „primitiv“. Erst mit einem Treffen der FIAF 1978 setzte langsam ein Umdenken ein.
Die Suche nach verschollenen Filmen gestaltet sich sehr schwierig. Filmhistoriker forschten jahrzehntelang nach einer Kopie des verloren geglaubten Greta-Garbo-Films The Divine Woman. Am Ende konnte in Moskauer Archiven ein gut zehnminütiges Fragment gefunden werden, das im New Yorker Filminstitut wieder aufgeführt wurde.

## Erhaltung und Verfügbarkeit
Die überwiegende Mehrheit der im späten 19. und frühen 20. Jahrhundert produzierten Stummfilme gilt als verschollen; laut einem Bericht der United States Library of Congress waren dies im September 2013 rund 70 Prozent aller zwischen 1912 und 1929 produzierten US-amerikanischen Spielfilme.
Zahlreiche Stummfilme sind in den letzten Jahren auf DVD verfügbar gemacht worden. Dabei wurde die ursprüngliche Filmmusik (wenn es eine eigene Komposition für den Film gab) oft von bekannten heutigen Künstlern neu eingespielt; bei Filmen ohne eigene Musik wurde oft auf zeitgenössische Berichte über die zu einer Aufführung gespielte Musik zurückgegriffen. Ein Problem für die Übertragung auf DVD stellt jedoch die Tatsache dar, dass viele Stummfilme noch nicht auf die heute übliche Abspielgeschwindigkeit von 24 Bildern pro Sekunde angelegt waren, sondern weniger Bilder verwendeten. Da diese niedrigeren Geschwindigkeiten im DVD-Standard nicht vorgesehen sind, müssen solche Filme aufwendig und unter Qualitätsverlust auf die höhere Bildgeschwindigkeit hochgerechnet werden.
Neben dem Stummfilmangebot in Programmkinos werden auch dem Stummfilm gewidmete Filmfestivals und Veranstaltungen wie CineFest – Internationales Festival des deutschen Film-Erbes, Hamburg – Berlin – Wien – Zürich, organisiert von CineGraph und Bundesarchiv-Filmarchiv, die Internationalen Stummfilmtage in Bonn, die StummFilmMusikTage Erlangen oder das Kino Kabaret angeboten, die historische und zeitgenössische Stummfilme in traditioneller Aufführung mit Musikern zeigen. Das international bedeutendste Stummfilmfestival ist Le Giornate del Cinema Muto, das jedes Jahr in Pordenone veranstaltet wird.